# Timothy Masters
Timothy „Tim“ Masters (* 2. Januar 1992 in Melbourne) ist ein australischer Ruderer. Er gewann bis 2023 bei Weltmeisterschaften je eine Silber- und Bronzemedaille.

## Sportliche Karriere
Bei den Junioren-Weltmeisterschaften 2011 belegte Masters mit dem Achter den siebten Platz. Im Jahr darauf gewann er mit dem Vierer ohne Steuermann die Silbermedaille bei den U23-Weltmeisterschaften 2012. Diesen Erfolg wiederholte er bei den U23-Weltmeisterschaften 2013, bei den U23-Weltmeisterschaften 2014 wurde er Zweiter mit dem Achter. Für die Olympischen Spiele 2016 konnte sich Masters mit dem australischen Achter als Vierter der Qualifikationsregatta 2016 in Luzern nicht qualifizieren.
In der nacholympischen Saison 2017 belegte Masters den achten Platz mit dem Achter bei den Weltmeisterschaften in Sarasota. 2018 gewann der australische Achter bei den Weltmeisterschaften in Plowdiw die Silbermedaille mit 1,8 Sekunden Rückstand auf den Deutschland-Achter und 0,03 Sekunden Vorsprung auf die Briten. 2019 belegte der Achter den vierten Platz bei den Weltmeisterschaften in Linz/Ottensheim. Bei den erst 2021 ausgetragenen Olympischen Spielen in Tokio kam der australische Achter auf den sechsten Platz.
Nach einem Jahr Pause kehrte Timothy Masters 2023 im australischen Achter zurück. Bei den Weltmeisterschaften in Belgrad siegte der britische Achter vor den Niederländern, die Australier erruderten eine Sekunde dahinter die Bronzemedaille. Bei den Olympischen Spielen 2024 in Paris bildeten Timothy Masters, James Daniel Robertson, Fergus Hamilton und Alexander Hill den australischen Vierer ohne Steuermann und erreichten den sechsten Platz.